# Michèle Vilma
Michèle Vilma, née Huguette Lecointre  le 23 février 1932 à Mont-Saint-Aignan près de Rouen et morte le 28 mai 2019 à Bois-Guillaume ,, est une mezzo-soprano française d'ascendance espagnole.

## Biographie
Michèle Vilma étudie au conservatoire de musique de Rouen, et après avoir gagné un premier prix au concours de Verviers, elle débute à l'opéra de Rouen en 1962, comme Dalila dans Samson et Dalila.
Elle chante beaucoup en France (Bordeaux, Lyon, Marseille, Nice, Toulouse, Strasbourg, Aix-en-Provence) et débute au Palais-Garnier à Paris en 1970, comme Eboli dans Don Carlos, rôle qu'elle reprendra en version concert (en français) pour la BBC à Londres en 1976.
Elle parait à La Monnaie de Bruxelles, et dans plusieurs villes d'Allemagne, notamment au Festival de Bayreuth en 1972, en Waltraute dans Die Walküre. En 1974, Michèle Vilma débute au Metropolitan Opera de New York, en Brangäne dans Tristan und Isolde.
Son vaste répertoire inclut Carmen, Charlotte, le rôle-titre dans Hérodiade, Dulcinée dans Don Quichotte, Azucena, Amneris, Laura, Elisabetta, Leonora, Fricka, Kostelnicka, Clytemnestre, etc.
Chanteuse à l'intensité dramatique remarquable même dans les rôles seconds, qui avec elles prennent une dimension extraordinaire.
Michèle Vilma est morte près de Rouen le 28 mai 2019.

## Carrière
Les productions auxquelles Michèle Vilma a participé sont les suivantes :

## Discographie sélective
- Roméo et Juliette (Gertrude), avec Mirella Freni, Franco Corelli, Xavier Depraz. Direction musicale : Alain Lombard - (Emi Classic) 3 CD
- 1972 - Maria Stuarda (ÉlisabethIre), avec Montserrat Caballé, José Carreras, Maurizio Mazzieri, Enrique Serra. Direction musicale : Nello Santi - (Ponto) 2 CD
- 1976 - Don Carlos - Edith Tremblay, André Turp, Robert Savoie, Joseph Rouleau, Richard Van Allan - BBC Chorus and orchestra, John Matheson - (Ponto) 4 CD (enregistré le 22 avril 1972)

## Sources
- Alain Pâris, Dictionnaire des interprètes et de l'interprétation musicale, Paris, Laffont, coll. « Bouquins », 2004, 4e éd., 1278 p. (ISBN 2221080645, OCLC 901287624), p. 915.
- Revue L'Entracte. Années 1962 à 1970.